# 35 tragos de ron
35 tragos de ron (en francés: 35 Rhums) es una película dramática de 2008 dirigida por Claire Denis. Está protagonizada por Alex Descas, Mati Diop, Nicole Dogue y Grégoire Colin. Cuenta la historia de una relación padre-hija complicada por la llegada de un atractivo joven. 
La película tuvo su estreno mundial fuera de competición en el 65º Festival Internacional de Cine de Venecia el 29 de agosto de 2008.

## Trama
Lionel, un viudo que conduce trenes RER en el París metropolitano, ha criado solo a su hija Josephine durante muchos años. Siempre han compartido un vínculo especial y viven una vida segura y satisfecha, algo aislados de los demás, en un edificio de apartamentos de un suburbio de París. Josephine, estudiante de antropología, ya es mayor y se ha convertido en una mujer joven, pero sigue profundamente unida a su padre.
Han creado una familia informal con otros vecinos del edificio: Gabrielle, una taxista que tuvo una aventura amorosa con Lionel, y Noé, un joven malhumorado que vive con su gato y siente algo por Josephine. Noé lleva una vida desordenada y viaja a menudo al extranjero. Gabrielle parece sentir algo por Lionel y sentimientos maternales hacia Josephine. Sin embargo, tanto el padre como la hija son ambivalentes hacia algo más que una amistad casual con alguien ajeno a su relación especial.
Mientras asiste a la fiesta de jubilación de un colega y amigo, Lionel se niega a intentar la hazaña habitual de beberse 35 chupitos de ron. Su colega parece estar perdido sin su trabajo, y Lionel se da cuenta de que el tiempo avanza. Él (Lionel) debe encontrar sentido y seguridad en cosas distintas a su vida actual, no sea que acabe igual. Durante una excursión con Gabrielle y Noé, su coche se avería y los cuatro amigos se refugian en un bar cerrado. Noé muestra sus sentimientos por Josephine, y Lionel se da cuenta de que al final ella debe dejarle. Sabe que ella necesita vivir su propia vida, independiente de él. Se sugiere sutilmente que Josephine decide casarse con Noé en una escena de su emotiva visita al apartamento de Noé.
Cuando un antiguo colega de Lionel se suicida en las vías del RER, Lionel tiene que detener su tren al encontrarse con el cadáver. El padre y la hija emprenden entonces un largo viaje en coche para visitar la tumba de la madre de ella en Alemania antes de su boda.
En la escena final, Josephine se casa con Noé, nerviosa pero feliz. En la fiesta, Lionel se bebe 35 tragos de ron para celebrar la ocasión. No está claro si lo hace con alegría o con tristeza. Vuelve a casa para vivir solo.
 

## Recepción

### Respuesta de la crítica
En el sitio web del agregador de reseñas Rotten Tomatoes, la película tiene un índice de aprobación del 97 % basado en 68 reseñas, con una calificación promedio ponderada de 8.0/10. El consenso crítico del sitio web dice: "Este lento drama familiar francés es rico, complejo, sutil y emocionalmente elocuente". En Metacritic, la película tiene una puntuación media ponderada de 92 sobre 100, basada en 17 críticos, lo que indica "aclamación universal".